# Psykos (álbum)
Psykos (en español: "Psicosis") es un álbum de estudio colaborativo de los músicos suecos Bladee y Yung Lean.    Un álbum sorpresa que fue lanzado el 13 de marzo de 2024 a través de la discográfica World Affairs.  Grabado en Tailandia y Suecia,  el álbum fue producido íntegramente por Palmistry y SilentSky (estilizado como silent$ky).   HotNewHipHop destacó las canciones "Golden God" y "Enemy", mientras que Paper destacó la canción "Ghosts". 

## Listado de canciones
Todas las canciones escritas y compuestas por Jonatan Leandoer, Benjamin Reichwald, Benjamin Keating, and Lucio Westmoreland.. 
| Psykos track listing |                           |          |  |
| N.º                  | Título                    | Duración |  |
| 1.                   | «Coda»                    | 2:35     |  |
| 2.                   | «Ghosts»                  | 3:00     |  |
| 3.                   | «Golden God»              | 2:16     |  |
| 4.                   | «Still»                   | 3:37     |  |
| 5.                   | «Sold Out»                | 2:16     |  |
| 6.                   | «Hanging from the Bridge» | 3:07     |  |
| 7.                   | «Enemy»                   | 2:51     |  |
| 8.                   | «Things Happen»           | 2:34     |  |